# Верн (река)
Верн (нем. Wern) — река в Германии, протекает по земле Бавария, речной индекс 2438. Площадь бассейна реки составляет 601,69 км². Общая длина реки 74 км.

## Название
В восьмом столетии река упоминалась под названием Werma, а в 1015 году — Werima. Название происходит от индоевропейского корня Uer, что означает «вода» или «дождь», с добавлением к нему суффикса -n. По реке также названы муниципалитеты Niederwerrn и Werneck и места Oberwerrn и Wernfeld.

## География
Источник реки находится в коммуне Поппенхаузен к северу от района Пферсдорф к юго-западу от коммуны Раннунген на высоте 285 м метров над уровнем моря. Впадает в Майн близ населённого пункта Гемюнден-Вернфельд на высоте 152 метра над уровнем моря.

## Фауна
В реке Верн водятся хариус, ручьевая форель, голец, обыкновенный усач, лещ, обыкновенный гольян, серебряный карась, пескарь, елец, ра́дужная форель, плотва, речной угорь, голавль и линь.